# Harmonisiertes Rechnungsmodell 2
Die Schweizerische Finanzdirektorenkonferenz hat eine Weiterentwicklung des Harmonisierten Rechnungsmodells, das HRM2, in Auftrag gegeben. Das Handbuch zum HRM2 mit dem definitiven Kontenrahmen ist 2007 erschienen. Der hier enthaltene Kontenrahmen ist mit jenem des Bundes harmonisiert und erfüllt dessen Anforderungen der Finanzstatistik.
HRM2 ist das „Harmonisierte Rechnungsmodell“ des Öffentlichen Sektors und ist obligatorisch für alle Schweizer Gemeinden und Kantone.
HRM2 ist nicht vollkommen neu entwickelt, sondern eine logische Weiterentwicklung des inzwischen überalterten HRM1 (oder auch NRM, Neues Rechnungsmodell) in Richtung Privatwirtschaft und dem internationalen Standard IPSAS.
Eine Verbreitung von HRM2 wird bis 2018/2019 erwartet.

## Zielsetzung
Für HRM2 wird eine vollständige und wahrheitsgemäße Übersicht nach dem „True-and-fair“-Prinzip verlangt. Diese ist privatwirtschaftlich und IPSAS angelehnt, ermöglicht aber größere Freiräume. So wird beispielsweise eine periodengerechte Abgrenzung zugelassen und die in der Privatwirtschaft nicht mehr übliche Bildung von Stillen Reserven unterstützt.

## Anforderung
Das HRM1-Rechnungslegungsmodell wird um eine Geldflussrechnung, den gestuften Erfolgsausweis, den Eigenkapitalnachweis sowie einen wesentlich erweiterten Anhang ergänzt. Die Bestandesrechnung wird neu in „Bilanz“ und die Laufende Rechnung „Erfolgsrechnung“ unterteilt.
Im Minimum soll das Finanzvermögen auf Basis betriebswirtschaftlicher Verkehrswerte neu bewertet werden. Eine Neubewertung des bestehenden Verwaltungsvermögens ist fakultativ. Alle neu erworbenen oder erstellten Anlagen werden gemäß der neuen HRM2-Richtlinien bewertet. Auch bei Rückstellungen und Rechnungsabgrenzungen wird eine vollständige Neubewertung vorgenommen
Grundlage einer HRM2 Umstellung sollte ein „HRM2-Compliance“-Check sein. Hier werden die bestehenden Finanzvorgänge auf die Anforderungen von HRM2 geprüft und eine Handlungsempfehlung abgegeben. Grundlage bilden relevante Geschäftsvorfälle und Reporting-Anforderungen.

## Neuerungen
Mit dem HRM2 werden vor allem folgende Neuerungen eingeführt
- Einführung einer Anlagebuchhaltung und Abschreibung der Anlagen im Verwaltungsvermögen nach betriebswirtschaftlicher Nutzungsdauer
- Neuer Kontenplan und eine angepasste funktionale Gliederung
- Gestufter Erfolgsausweis
- Konsolidierte Betrachtungsweise, vor allem Regierung und engere Verwaltung, sowie Rechtspflege und weitere eigenständige kantonale Behörden
- Geldflussrechnung
- Erweiterung des Anhangs zur Jahresrechnung (Eigenkapitalnachweis, Rückstellungsspiegel, Beteiligungs- und Gewährleistungsspiegel, Anlagespiegel)
- Finanzkennzahlen, Hier gibt es verschiedene Prioritäten, höchste Priorität haben Nettoverschuldungsquotient, Selbstfinanzierungsgrad und Zinsbelastungsanteil

## Bestehende Problematik
Kantone und Gemeinden stellen unterschiedliche Anforderungen an HRM2. Einige größere Gemeinden möchten stärkere Vorgaben, wie sie in der Privatwirtschaft gelten. Für kleinere Gemeinden, welche oft Milizpersonal nutzen, ist vor allem Flexibilität wichtig.
Im Allgemeinen werden die Neuerungen des HRM2 von den Gemeinden befürwortet. Mit HRM2 werden die Grundlagen für mehr Transparenz in der Finanzpolitik und einer nachhaltigen Anlagefinanzierung geschaffen.
Von einigen Gemeinden wird die Benutzerfreundlichkeit kritisiert.